# Редут

Редут (B), который находится позади редана (A)

Реду́т (фр. redoute, от лат. reductus — удалённый, убежище) — отдельно стоящее укрепление сомкнутого вида, как правило (но не обязательно) земляное, с валом и рвом, предназначенное для круговой обороны от неприятеля (противника).

## Описание
Редут чаще всего возводился в форме четырёхугольника, хотя существовали и пяти- и шестиугольные редуты. Обычно имел в длину 50—200 шагов в зависимости от численности гарнизона (200—800 человек). Редут состоял из наружного рва, вала с земляной ступенью для размещения стрелков и орудий, а также внутреннего рва для укрытия обороняющихся. Проход в редут, шириной около 6 шагов, устраивался с горжевого фаса (тыльной стороны), причём за ним устраивалась насыпь для обстрела неприятеля, если он попытается воспользоваться проходом.
Редуты известны с XVI века, широко применялись в XVII—XIX веке в качестве опорных пунктов. Редуты входили в состав сторожевых линий России. Пётр I одним из первых успешно применил систему редутов в полевом сражении (см. Полтавская битва 1709 года). Последний раз русская армия применяла редуты в системе полевых укреплённых позиций во время русско-японской войны 1904—1905 годов.
Появление в 1872 году линемановской пехотной лопаты и введение её в качестве инженерного вооружения стрелка (пехотинца, солдата), в последующие годы во всех вооружённых силах мира, привело к всеобщему применению окопов на поле боя наравне с редутами и люнетами. Русско-японская война окончательно показала, что заметные высокие укрепления для стрелков и артиллерии мало пригодны в современных боевых действиях для широкомасштабной позиционной войны, и что единственно приемлемой формой защиты на поле боя для стрелков и артиллерии от огня противника являются малозаметные, замаскированные окопы с небольшим бруствером.

## Некоторые редуты
- Редут «Лосев» — сторожевое укрепление Тоболо-Ишимской линии, находился в центре бывшего посёлка Лосев (другое название — Старое Лосево) Исилькульского района Омской области.
- Редут «Курганский» — сторожевое укрепление Тоболо-Ишимской линии, находится в 5 км на запад от посёлка Марьяновки Марьяновского района Омской области.
- Редут «Степной» — сторожевое укрепление Тоболо-Ишимской линии, находится на юго-восточной окраине села Степное Марьяновского района Омской области, памятник истории.
- Редут «Мельничный» — сторожевое укрепление Тоболо-Ишимской линии, находится в селе Мельничное Омского района Омской области, памятник истории.
- Редут «Волчий» — сторожевое укрепление Тоболо-Ишимской линии, находится на северо-западной окраине селения Шефер Москаленского района Омской области.
- Михайловский редут — сторожевое укрепление в Русской Америке.

## Галерея

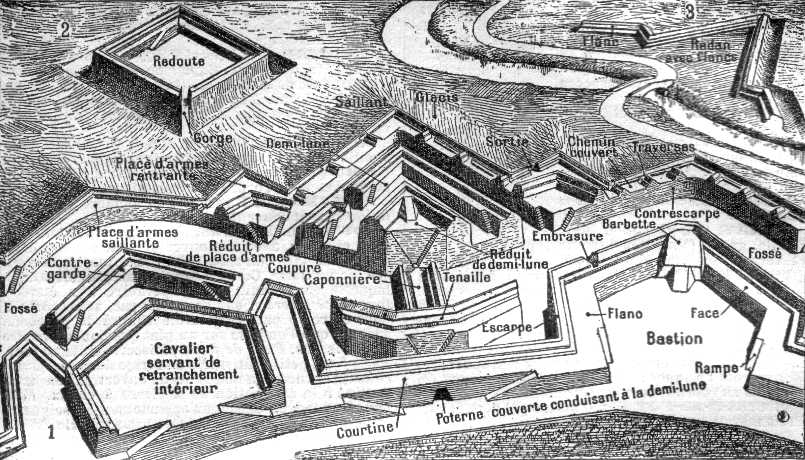
Система фортификации, слева вверху редут
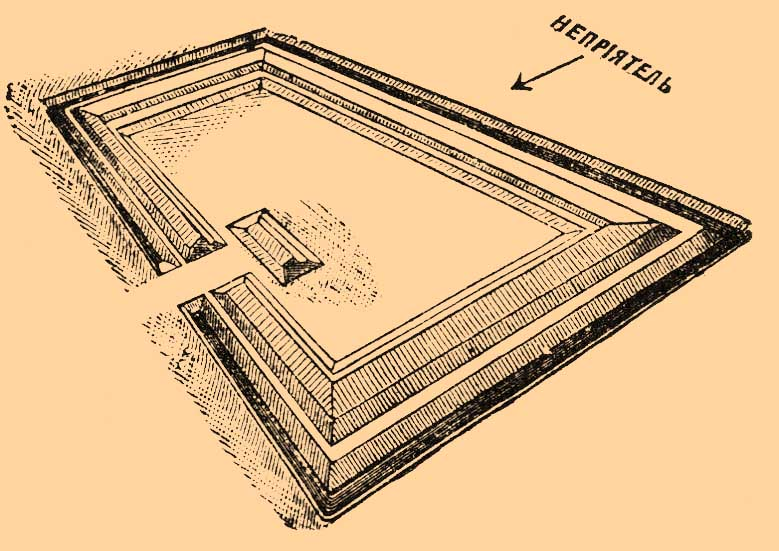
Редут
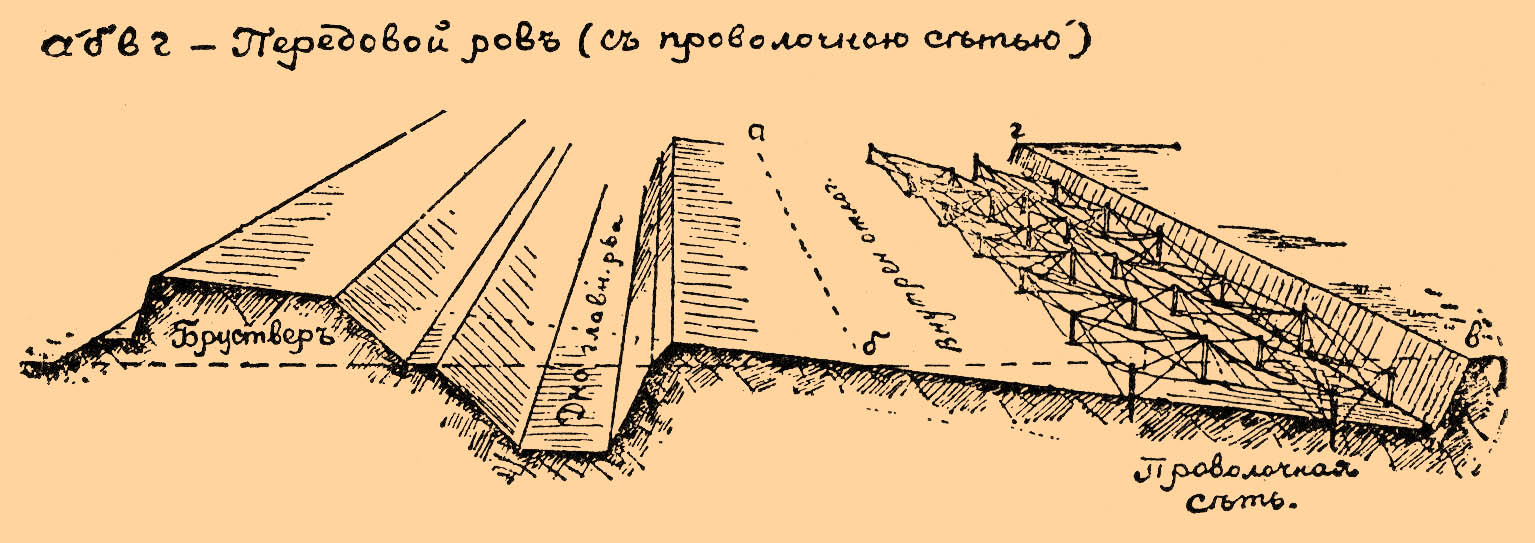
Бруствер и передовой ров (с проволочной сетью)
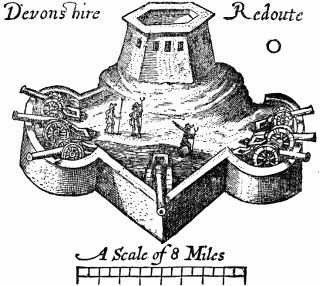
Девонширский редут (Бермудские острова), 1614 год
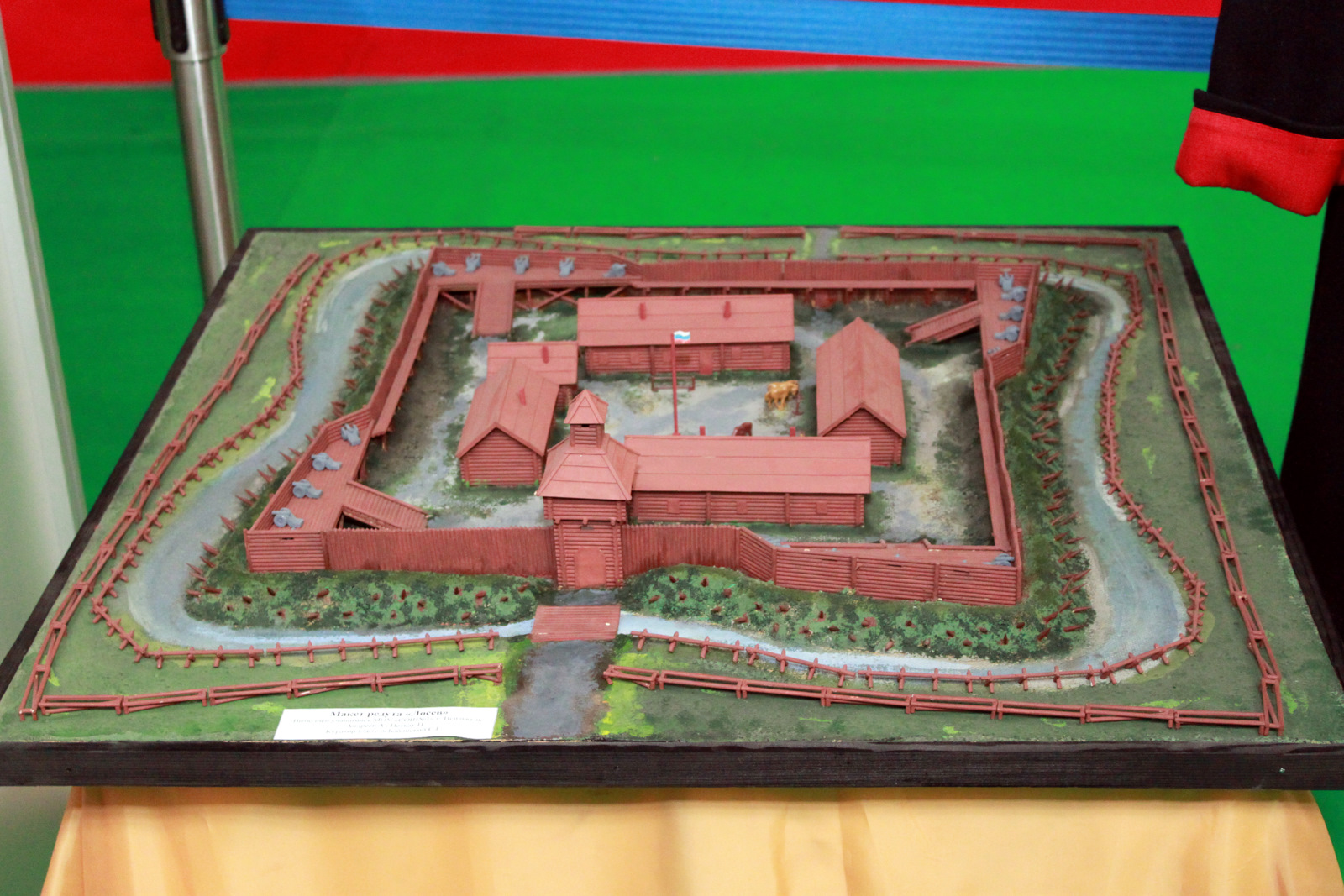
Лосев редут (Россия), 1752 год, реконструкция